# Samy Naceri
Samy Naceri, född 2 juli 1961 i Paris, är en fransk skådespelare. Han är mest känd för att ha spelat Daniel i de fyra Taxi-filmerna och för sitt medverkande i filmen La Mentale. Han växte upp i förorten Montreuil i Paris.

## Filmografi i urval
- 1995 – Raï
- 1998 – Taxi
- 2000 – Taxi 2
- 2001 – Schakalerna
- 2003 – Taxi 3
- 2005 – Bab-el-Web
- 2006 – Infödd soldat
- 2007 – Taxi 4

## Fotnoter
1. ↑  SNAC, SNAC Ark-ID: w6834hj7, läs online, läst: 9 oktober 2017.[källa från Wikidata]